# The Charlotte Observer
The Charlotte Observer est un quotidien régional du matin américain publié à Charlotte depuis 1886.